# L'Homme de l'Arizona
Pour plus de détails, voir Fiche technique et Distribution.
L'Homme de l'Arizona (The Tall T) est un western américain réalisé par Budd Boetticher sorti en 1957. Il s'agit d'une adaptation de la nouvelle The Captives d'Elmore Leonard, parue pour la première fois en février 1955 dans Argosy.

## Synopsis
Après avoir perdu son cheval dans un pari, Pat Brennan se retrouve à pied dans le désert. Heureusement, une diligence conduite par son ami Ed Rintoon passe à proximité. Il ne s'agit pas de la relation régulière mais d'un transport particulier réservé par les jeunes mariés Willard et Doretta Mims pour leur voyage de noces. Doretta est la fille du plus riche propriétaire de la région. Lorsque les quatre passagers arrivent à la station relais, l'endroit semble vide : le tenancier Hank Parker et son fils Jeff ne répondent pas aux appels de Brennan.
Alors qu'ils attendent Hank et Jeff, les quatre voyageurs sont surpris par trois bandits terrés dans la maison : Frank Usher et ses deux hommes, Chink et Billy Jack. Chink caché dans la maison abat Rintoon lorsqu'il tente de s'emparer d'un fusil, puis prennent en otage les trois autres protagonistes. Les malfrats avaient pour intention de braquer le convoi de 17 h, avec lequel ils ont confondu la diligence spéciale réservée par le couple. Afin de sauver sa peau, Willard vend sa femme aux gredins : il leur apprend la fortune de son père et leur propose d'utiliser Doretta pour demander une rançon. Frank accepte, il envoie Billy Jack et Willard réclamer 50 000 dollars. En attendant le butin, les bandits et les otages partent se cacher dans un désert de rochers. Là, les tensions s'intensifient entre les personnages. Frank ne veut pas tuer Brennan car il se met à apprécier l'homme. Par contre, il fait abattre Willard qui pensait pouvoir repartir. Doretta se rend compte que son mariage était entièrement artificiel et se laisse embrasser et guider par Pat. Finalement, alors que Frank est parti prendre livraison de la rançon, Brennan réussit à monter les deux acolytes contre leur chef en les laissant croire qu'il s'enfuit avec le pactole. Chink s'éloigne à son tour du campement pour tenter d'apercevoir Frank. Pat en profite pour tuer le jeune Billy Jack. Il parvient ensuite à abattre Chink. Ensuite, Pat et Doretta tendent un piège à Frank et récupèrent l'argent que le hors-la-loi ramène. Redevable d’une précédente clémence passagère, Brennan laisse Franck s'en aller la vie sauve. Toutefois, ce dernier fait volte-face à cheval et revient  à la charge en tirant avec sa winchester sur Pat. Brennan est alors contraint de tuer le voleur d’une balle en plein visage.

## Fiche technique
- Titre original : The Tall T
- Titre français : L'Homme de l'Arizona
- Réalisation : Budd Boetticher
- Assistant réalisateur : Sam Nelson
- Scénario : Burt Kennedy, d'après la nouvelle The Captive d'Elmore Leonard
- Musique : Heinz Roemheld
- Direction artistique : George Brooks
- Décors : Frank A. Tuttle
- Photographie : Charles Lawton Jr.
- Consultant Technicolor pour la couleur : Henri Jaffa
- Son : Ferol Redd
- Montage : Al Clark
- Assistant producteur : David Breen
- Production : Harry Joe Brown
- Production associée : Randolph Scott
- Sociétés de production : Producers-Actors Corporation et Scott-Brown Productions
- Société de distribution : Columbia Pictures
- Pays de production :  États-Unis
- Langue originale : anglais
- Format : Couleur (Technicolor) - 35 mm - 1,85:1  - Son Mono (RCA Sound Recording)
- Genre : western
- Durée : 78 minutes
- Date de sortie : 
  - États-Unis : 1er avril 1957
- Affiche : Jean Mascii (France)

## Distribution
- Randolph Scott  (V.F : Georges Aminel) : Pat Brennan
- Richard Boone  (V.F : Marc De Georgi) : Franck Usher
- Maureen O'Sullivan (V.F : Jacqueline Ferriere)  : Doretta Mims/Dorothy
- Arthur Hunnicutt : Ed Rintoon
- Skip Homeier : Billy Jack
- Henry Silva : Chink
- John Hubbard  (V.F : Gabriel Cattand) : Willard Mims
- Robert Burton : Tenvoorde
- Fred Sherman  (V.F : Albert Medina) :Hank Parker
- Robert Anderson : Jace
- Chris Olsen : Jeff Parker

## Production
- Dans son autobiographie[1], Budd Boetticher précise que le titre originellement prévu (The Captives) fut abandonné, car un autre film avait déjà été enregistré sous ce titre[2].
- Selon le Hollywood Reporter de juillet 1955, les droits sur la nouvelle d'Elmore Leonard avaient d'abord été achetés par Batjac Productions, la société de production de John Wayne, Andrew McLaglen devant réaliser le film. En décembre 1955, le même magazine annonçait que Budd Boetticher dirigerait finalement le film pour le compte de Batjac[2].

## Autour du film
- « The Captive » est la première histoire de Leonard à être portée à l'écran[2].
- Budd Boetticher et Randolph Scott venaient, l'année précédente, de travailler ensemble pour le film Sept Hommes à abattre (Seven Men from Now).
- Le film fut entièrement tourné dans les Alabama Hills (Californie).
- C’est l’unique western tourné par Maureen O'Sullivan, elle y fait apprécier ses talents de comédienne et prend une part active au scénario. Elle est par ailleurs humiliée par Randolph Scott et Richard Boone qui ne lui trouvent aucun attrait, alors qu'elle a à l'époque 45 ans.